# Modekrankheit
Als Modekrankheiten werden umgangssprachlich Erkrankungen mit häufig unscharf definierten Symptomen verstanden, die wie eine Mode räumlich oder zeitlich begrenzt gehäuft auftreten. Häufig wird dieser Begriff abwertend kritisch verwendet. In diesem Zusammenhang wird auch von „Mode-“ oder „Verlegenheitsdiagnose“ (insbesondere bei somatoformen Störungen) gesprochen.

## Begriffsverwendungen
Sogenannte Modekrankheiten entsprechen häufig dem Lebensgefühl einer Zeit. Dem Medienwissenschaftler Jochen Hörisch zufolge sind anders als bei Epochenkrankheiten diese mit einem erheblichen Krankheitsgewinn verbunden. Krankheiten können aber auch scheinbar gehäuft auftreten, weil durch vermehrte mediale Präsenz ihre Symptome schneller als sonst der Krankheit zugeordnet werden. Eines der ersten Beispiele dieser medial präsenten Krankheiten in der modernen westlichen Welt könnte die sogenannte „Eisenbahnkrankheit“ sein.
In Medienberichten wurde auch seinerseits die Spanische Grippe zeitweise verharmlosend als „Modekrankheit“ bezeichnet: „Die Modekrankheit in Berlin, der Residenza, auch in Wien und in Florenza. In Neapel, Piacenza, überall herrscht Influenza.“; „Die halbe Stadt hat diese Modekrankheit, die spanische Grippe.“
Auch wurde das sogenannte „Kriegszittern“ bisweilen als Modekrankheit bezeichnet. Tatsächlich trat der psychogene Tremor als Folge kriegstraumatischer Erlebnisse daraufhin eher selten auf, während andere psychosomatische Symptome zunahmen.
Werner Stangl nannte als eine der ersten Modediagnosen, „die Neurasthenie, eine Krankheit, deren Hauptsymptom eine allgemeine Erschöpfung bilden, zu der Kopfschmerzen, Ängstlichkeit und Reizbarkeit hinzukommen.“ Die Diagnose träfe damit den Zeitgeist und war vor dem Ersten Weltkrieg eine der meistdiagnostizierten Krankheiten. Ähnliches gelte in der Gegenwart für Diagnosen wie Burn-out und Leisure sickness („Freizeiterkrankung“). Weiterhin sieht er auch bei ADHS und hochfunktionalem Autismus eine Gefahr, dass diese zu Modediagnosen werden.
Der Medizinhistoriker Michael Stolberg nannte das Phänomen keine neue Entwicklung. Bis ins 19. Jahrhundert etwa war die Diagnose Hysterie bei Frauen weit verbreitet. In damaligen Zeiten hätten viele Ärzte „typisch weibliche“ Beschwerden wie Nervosität, Schlafstörungen oder Atemnot zurückgeführt, dass die Gebärmutter im Körper der Patientin aufsteigt (Hystéra = Gebärmutter) und letztlich zur Erstickung führt. Daraufhin hätten viele Frauen sich mit dieser Diagnose identifiziert und vermeintlich am eigenen Körper gespürt, „wie das Organ ihnen den Hals hinaufwandert“.
Krankheiten, die Folge allgemeiner Lebensgewohnheiten sind (z. B. Diabetes mellitus), werden als Zivilisationskrankheiten bzw. Wohlstandskrankheiten bezeichnet. Obwohl solche Krankheiten sich klarer diagnostizieren lassen, werden sie manchmal trotzdem wegen ihres gehäuften Auftretens zu den Mode- bzw. Epochenkrankheiten gezählt.